# Supercoppa Eccellenza Lazio
La Supercoppa Eccellenza Lazio è il trofeo assegnato dal LND - Comitato Regionale Lazio alla vincitrice della sfida tra la prime classificate dei gironi A e B del campionato di Eccellenza laziale. La prima edizione venne svolta nella stagione 2023-24. La squadra vincitritce può fregiarsi del titolo di Campione Regionale.

## Formula
Per l’assegnazione del titolo Regionale di Eccellenza le due squadre prime classificate nei rispettivi gironi si incontreranno in gara unica su campo neutro della durata di due tempi da 45 minuti ciascuno.
Qualora la termine dei tempi regolamentari sussista risultato di parità verranno eseguiti i tiri di rigore.

## Edizioni
Di seguito le edizioni della Supercoppa Eccellenza Lazio.
| Stagione | Girone A     | Risultato      | Girone B   | Luogo               | Campione Regionale |
| -------- | ------------ | -------------- | ---------- | ------------------- | ------------------ |
| 2023-24  | S.S.A. Rieti | 2-2 (5-4 (dtr) | Terracina  | Roma (Tor Sapienza) | S.S.A. Rieti       |
| 2024-25  | Valmontone   | 0-1            | UniPomezia | Monterotondo        | UniPomezia         |